# Stato di Hannover
Lo Stato di Hannover (in tedesco Land Hannover) fu un effimero Land tedesco, esistito per alcuni mesi nella zona di occupazione britannica nel 1946. Esso tentò di riprendere l'antica tradizione del Regno di Hannover annesso alla Prussia nel 1866 riprendendone chiaramente l'emblema di Stato.

## Geografia
Lo Stato di Hannover copriva formalmente il territorio che già era stato del Regno di Hannover senza alcune parti che erano occupate nel 1946 dai sovietici. Esso comprendeva gran parte comunque dell'attuale Bassa Sassonia.

## Storia
Lo Stato di Hannover fu creato il 23 agosto 1946 per decreto dell'occupante britannico sul territorio fino ad allora costituente la provincia prussiana di Hannover.
Il primo Ministerpräsident fu Hinrich Wilhelm Kopf.
Il 1º novembre dello stesso anno lo Stato di Hannover venne fuso con gli stati di Braunschweig, Oldenburgo e Schaumburg-Lippe formando il nuovo Land della Bassa Sassonia.
Hinrich Wilhelm Kopf propose anche altre soluzioni territoriali che includevano anche Brema e lo Stato di Ostwestfalen-Lippe, che però poi vennero escluse.